# Roy Wallace McDiarmid
Roy Wallace McDiarmid (Santa Mónica, California, 18 de febrero de 1940) es un herpetólogo estadounidense.

## Biografía
McDiarmid creció en Whittier, California. Como adolescente, recolectó anfibios y serpientes y mantuvo mascotas exóticas, entre ellas coatí sudamericano y loris perezoso.
Después de su licenciatura en 1961, se graduó con un M.Sc. en 1966 con la defensa de la tesis Estudio en biogeografía: herpetofauna de las tierras bajas del Pacífico del oeste de México por la Universidad del Sór de California. En 1968, recibió un Ph.D. con una disertación titulada "Morfología comparada y evolución de los géneros de ranas neotropicales Atelopus, Dendrophryniscus, Melanophryniscus, Oreophrynella and Brachycephalus".
McDiarmid ha pasado la mayor parte de su carrera de investigación en sistemática, comportamiento, ecología y biogeografía de anfibios y reptiles en el Neotrópico, publicando más de 150 artículos científicos y varios libros, incluidos Especies de serpientes del mundo. Una referencia taxonómica y geográfica (con Jonathan A. Campbell y T'Shaka A. Toure), Medición y monitoreo de la diversidad biológica: métodos estándar para anfibios (con Ronald Heyer y Maureen A. Donnelly) , Tadpoles: The Biology of Anuran Larvae (con Ronald Altig), Handbook of Larval Amphibians of the United States and Canada (con Ronald Altig) y Reptile Biodiversity.

## Obra

### Taxones descritos
- Anolis neblininus (Myers, Williams & McDiarmid, 1993)
- Arthrosaura synaptolepis Donnelly, McDiarmid & Myers, 1992
- Bachia pyburni Kizirian & McDiarmid, 1998
- Centrolene azulae (Flores & McDiarmid, 1989)
- Centrolene hesperium (Cadle and McDiarmid, 1990)
- Chiasmocleis supercilialbus Morales & McDiarmid, 2009
- Chimerella mariaelenae (Cisneros-Heredia & McDiarmid, 2006)
- Cochranella euhystrix (Cadle and McDiarmid, 1990)
- Mitophis asbolepis (Thomas, McDiarmid & Thompson, 1985)
- Mitophis calypso (Thomas, McDiarmid & Thompson, 1985)
- Mitophis leptipileptus (Thomas, McDiarmid & Thompson, 1985)
- Myersiohyla chamaeleo Faivovich, McDiarmid & Myers, 2013
- Myersiohyla neblinaria Faivovich, McDiarmid & Myers, 2013
- Nymphargus Cisneros-Heredia & McDiarmid, 2007
- Nymphargus laurae Cisneros-Heredia and McDiarmid, 2007
- Plectrohyla calthula (Ustach, Mendelson, McDiarmid, and Campbell, 2000)
- Pristimantis muchimuk Barrio-Amorós, Mesa, Brewer-Carias & McDiarmid, 2010
- Rhaebo ecuadorensis Mueses-Cisneros, Cisneros-Heredia & McDiarmid, 2012
- Rhinella tacana (Padial, Reichle, McDiarmid & De la Riva, 2006)
- Yunganastes fraudator (Lynch & McDiarmid, 1987)
- Yunganastes mercedesae (Lynch & McDiarmid, 1987)

## Honores

### Eponimia de taxones
- Eleutherodactylus rayo (Savage & DeWeese 1979).[1]
- Allobates mcdiarmidi (Reynolds & Foster, 1992)
- Oxyascaris mcdiarmidi (Bursey & Goldberg 2007)
- Pristimantis royi (Morales, 2007)
- Cochranella mcdiarmidi (Cisneros-Heredia, Venegas, Rada, and Schulte, 2008)
- Rulyrana mcdiarmidi (Cisneros-Heredia, Venegas, Rada & Schulte, 2008)
- Drymaeus rex (Breure 2009).[2]
- Anadia mcdiarmidi Kok & Rivas, 2011
- Chiasmocleis royi Peloso, Sturaro, Forlani, Gaucher, Motta & Wheeler, 2014

## Literatura
- matthew c. Perry (ed.) 2007. The Washington Biologists’ Field Club: Its Members and its History (1900–2006). Ed. Washington Biologists’ Field Club, Washington D. C. p. 169-171 ISBN 978-0-615-16259-1

- Roy Wallace McDiarmid. American Men & Women of Science: A Biographical Directory of Today's Leaders in Physical, Biological, and Related Sciences, Gale, 2008. Biography In Context, visto 9 de julio de 2018.

## Abreviatura (zoología)
La abreviatura McDiarmid  se emplea para indicar a Roy Wallace McDiarmid como autoridad en la descripción y taxonomía en zoología.